# Hirundo albigularis
Hirundo albigularis е вид птица от семейство Лястовицови (Hirundinidae).

## Разпространение
Видът е разпространен в Ангола, Ботсвана, Замбия, Зимбабве, Демократична република Конго, Лесото, Малави, Мозамбик, Намибия, Свазиленд и Южна Африка.